# Monumento a la Libertad (Trujillo)
El Monumento a la Libertad es una escultura pública diseñada por Edmund Möller entre 1921 y 1929 en el centro de la Plaza de Armas de Trujillo en Perú.  

## Historia
La ciudad de Trujillo alcanzó la independencia el 29 de diciembre de 1820, cuando el Marqués de Torre Tagle proclamó la independencia de la Intendencia de Trujillo, perteneciente por aquel entonces al Virreinato de Perú. Dicho evento motivó a las autoridades glorificar a los antepasados en mármol. Tal idea, que ya estaba arraigada en los grupos más selectos, fue recogida por el diputado regional Enrique Marquina, quien en el Congreso del Norte del año 1899, consiguió que se emita una ley especial. Luego se formó una comisión integrada por el prefecto, el rector de la Universidad Nacional de Trujillo, el presidente de la Corte Superior de Justicia de La Libertad, el Alcalde de la provincia de Trujillo, y otras autoridades. Esta comisión se encargó de controlar y dirigir la construcción del Monumento a la Libertad, a ubicarse en el centro de la Plaza de Armas de Trujillo.
En 1921, se redactan las bases del concurso para construir el monumento, convocando a artistas nacionales y extranjeros. Luego de la convocatoria, la comisión, presidida por el Prefecto Molina Derteano, recibió 104 maquetas, casi todas procedentes de Europa.
La escogida fue la maqueta del artista alemán Edmund Möeller, por simbolizar mejor la significación del suceso histórico del grupo libertario, el primero producido en Perú.
El jurado adjudicó al escultor el premio de 1000 libras, que estaba consignado, y se hacen entonces las gestiones necesarias para hacer venir a Möeller y encargarle la construcción del monumento.
La obra del artista Möeller es considerada como muy audaz por su concepción. El escultor describió la maqueta luego que fuera colocada la primera piedra, el 10 de mayo de 1925.
El acuerdo con Möeller para sufragar el costo de la obra fue de 250 mil soles, la misma que fue construida en Alemania. Después de 4 años, un mes y 25 días, el monumento fue inaugurado el 4 de julio de 1929, actuando como padrinos Augusto B. Leguía, Presidente de la República, y su hija Carmen Rosa Leguía Swayne.

## Descripción

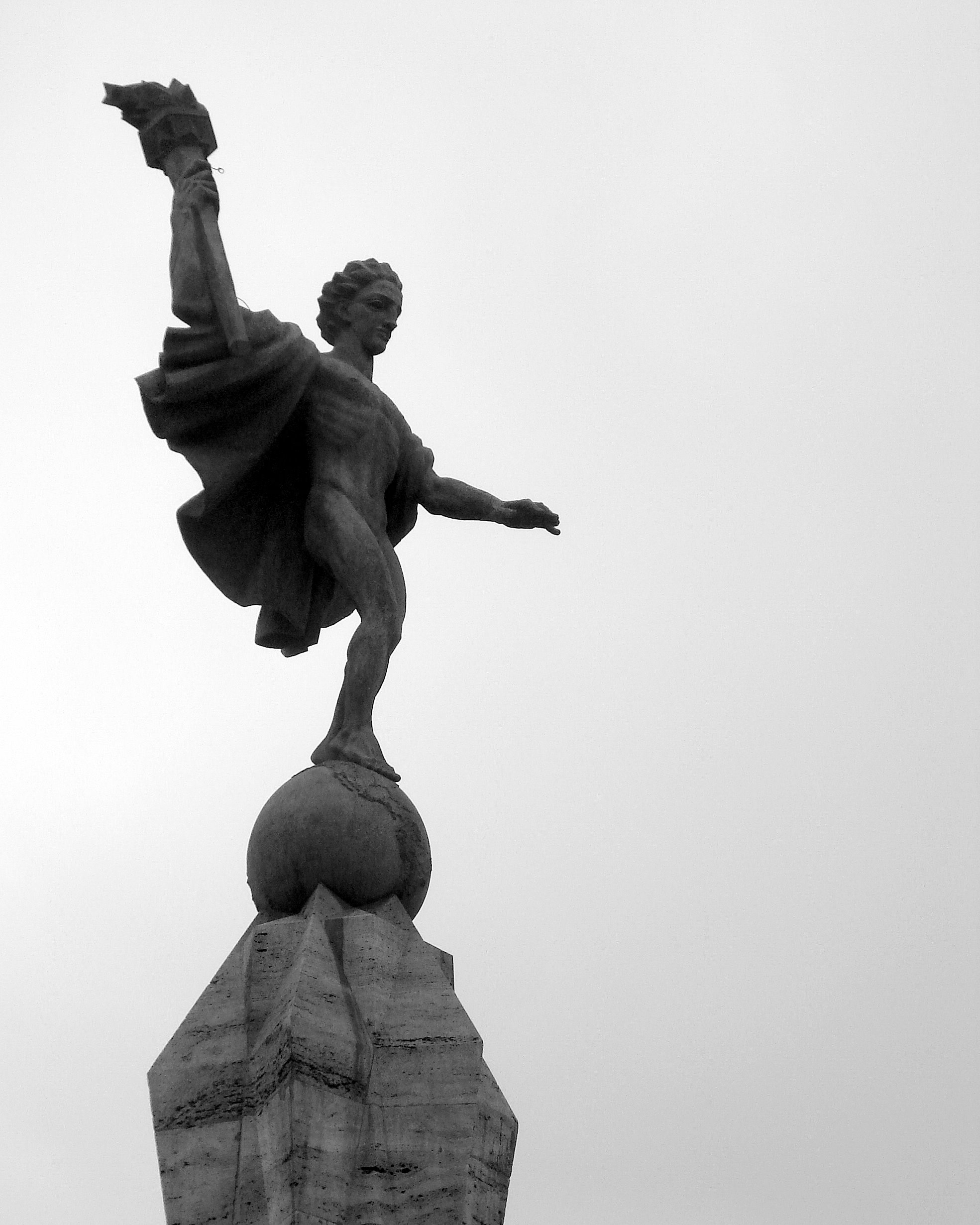
Detalle de la escultura que corona el monumento.

Consta de tres cuerpos. El primero está sobre una plataforma circular con pedestales, apoyados en un basamento de granito, soportando las esculturas que representan el arte, la ciencia, el comercio y la salud. El segundo consta de tres estatuas robustas: una de un hombre que bufa, el mismo que está agachado, simbolizando la opresión o esclavitud; una segunda estatua que tiene los brazos hacia atrás, simbolizando la lucha emancipadora; y una tercera de un hombre que tiene los brazos levantados y las manos haciendo puño, simbolizando la liberación. En este tercer cuerpo, se encuentran las placas siguientes: la primera rememorando la proclamación de la independencia de Trujillo, por José Bernardo de Torre Tagle, el 29 de diciembre de 1820. La segunda placa conmemora la Batalla de Junín, y la tercera placa conmemora a la Batalla de Ayacucho.

## Galería

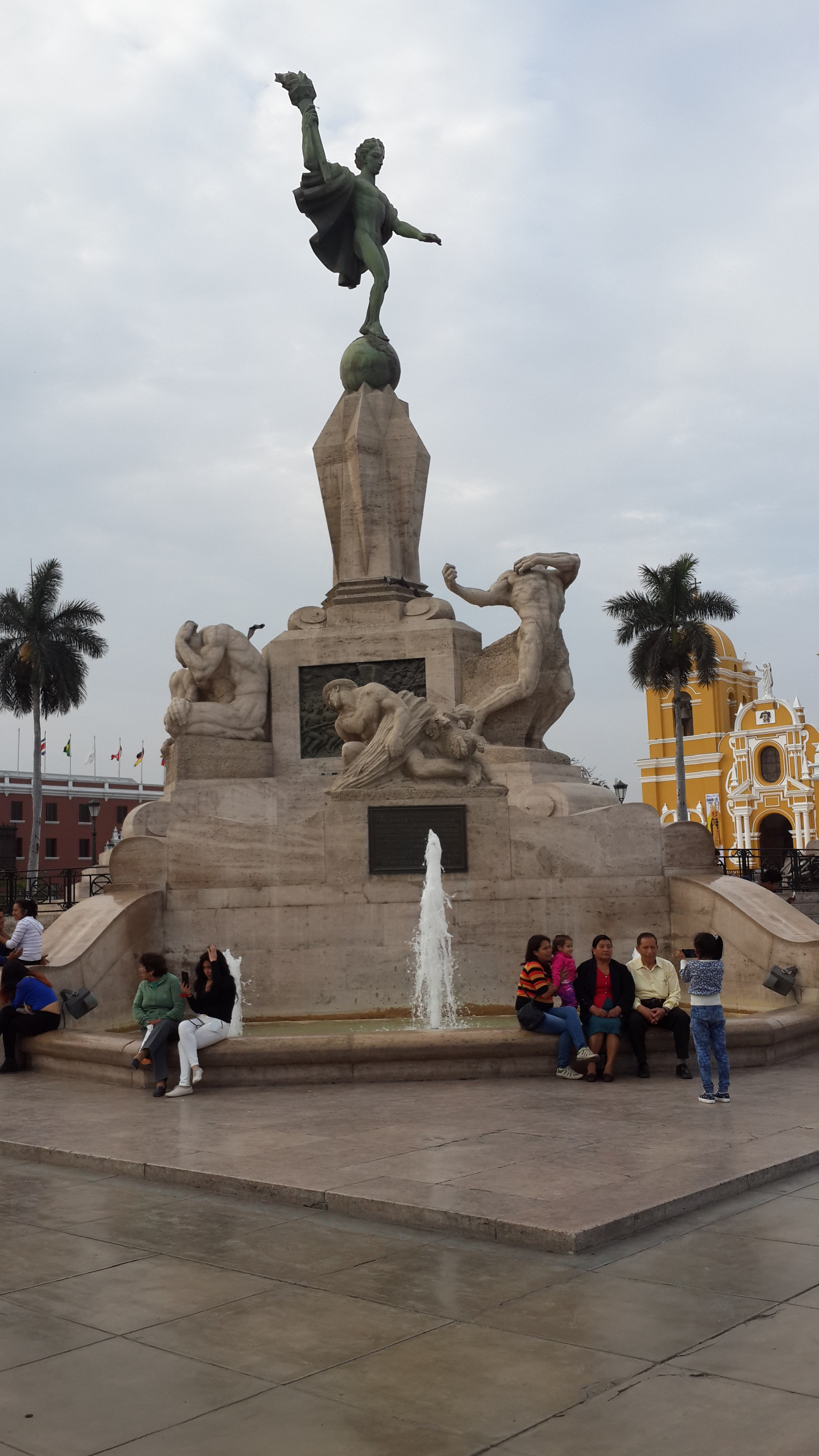
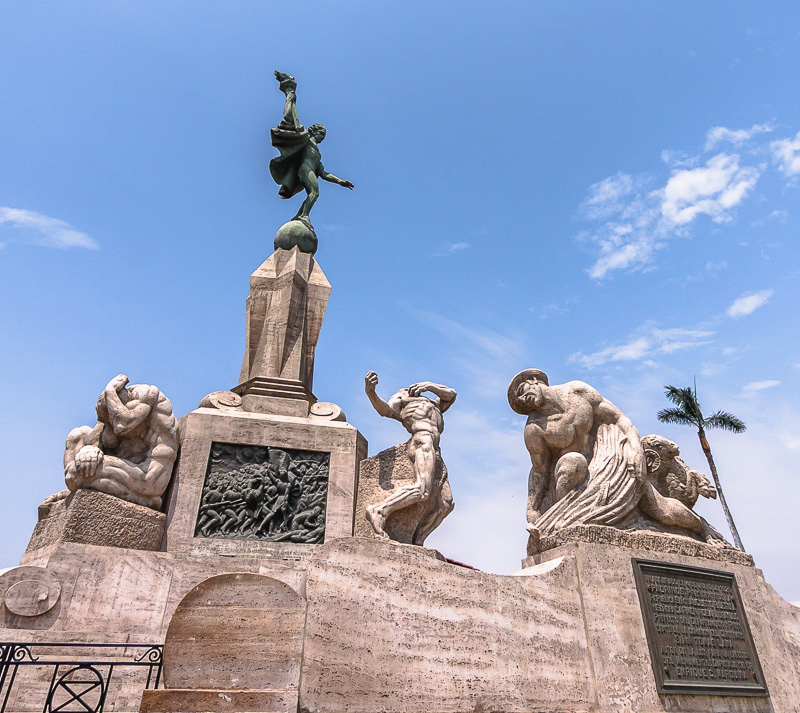
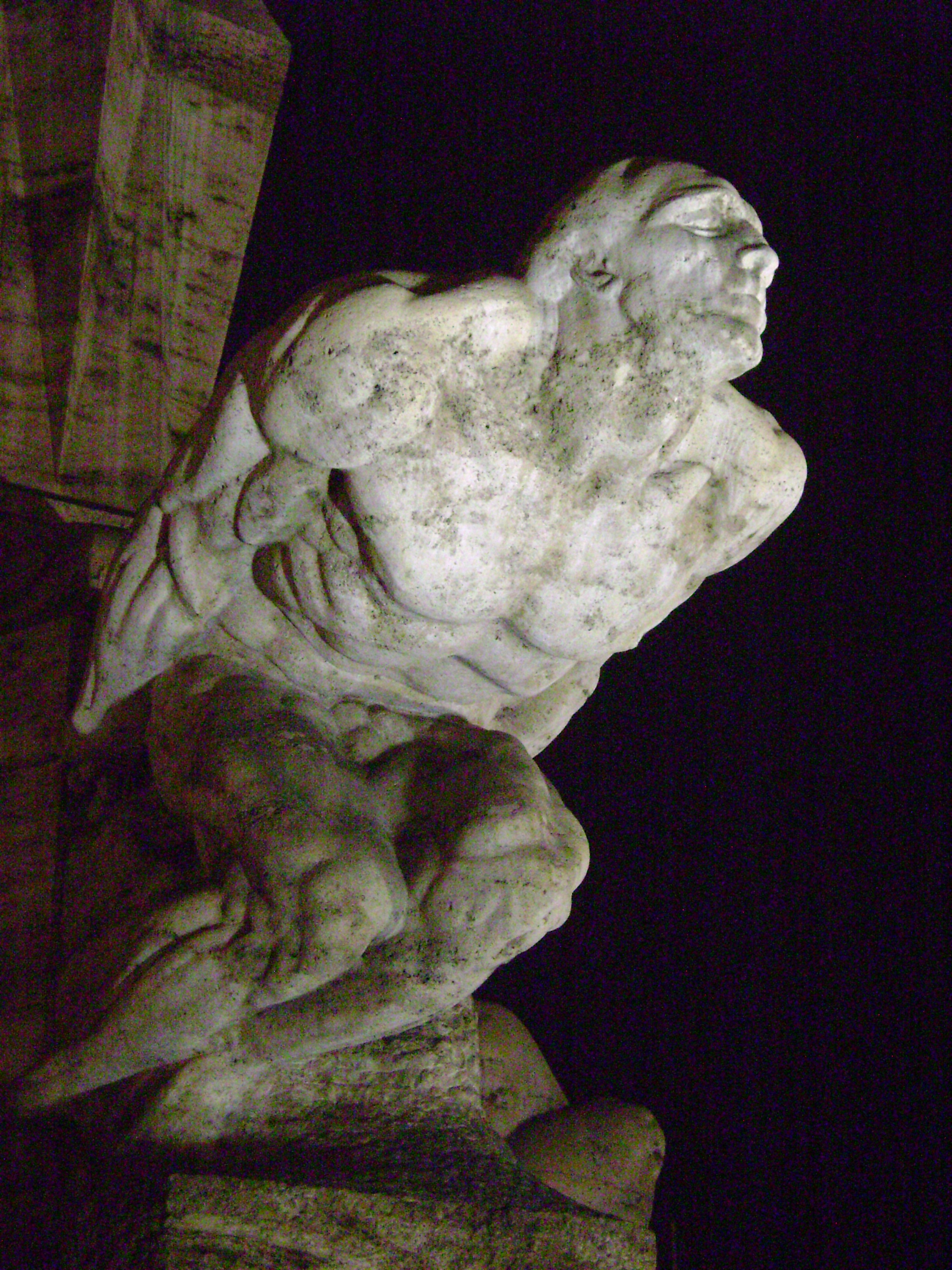
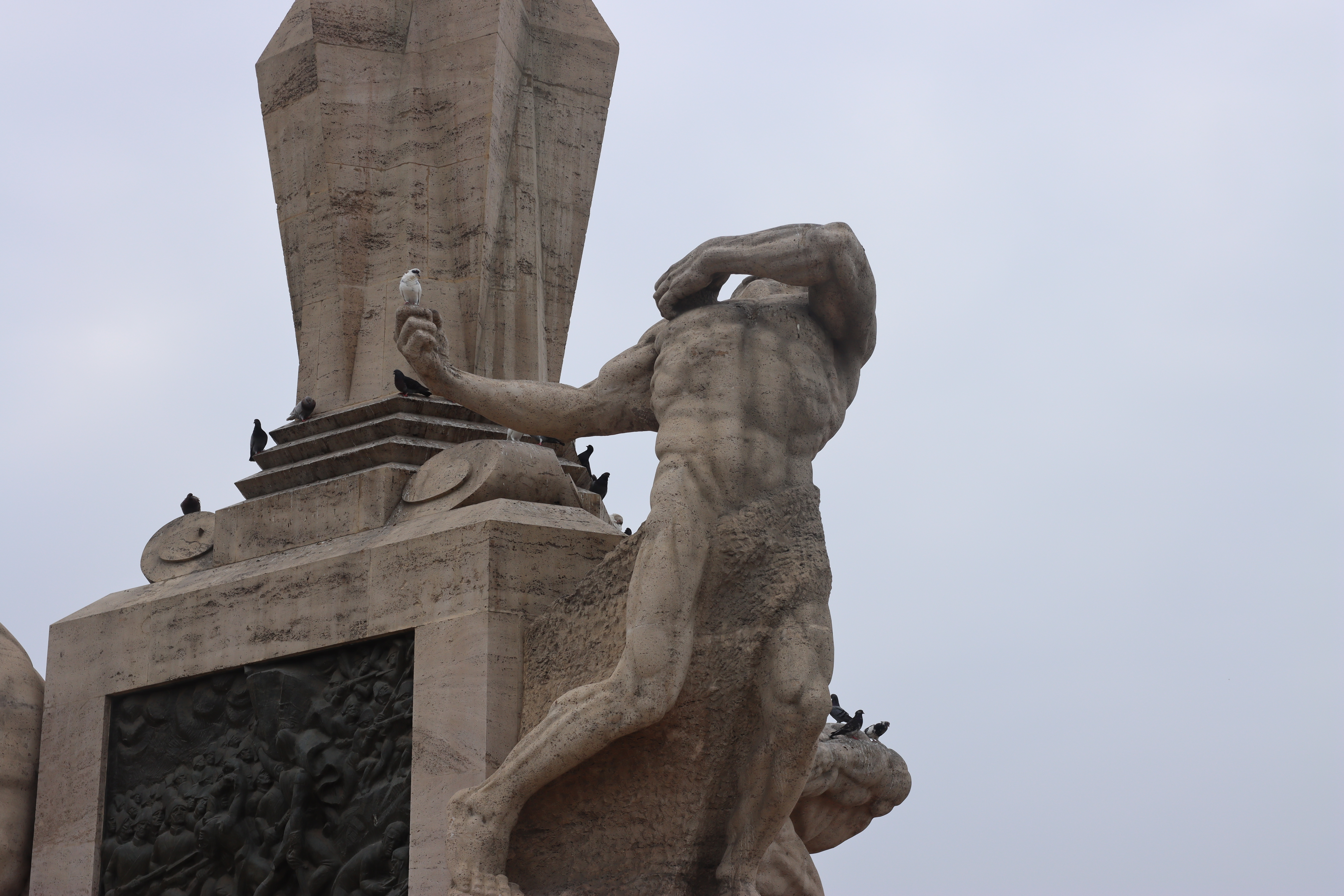
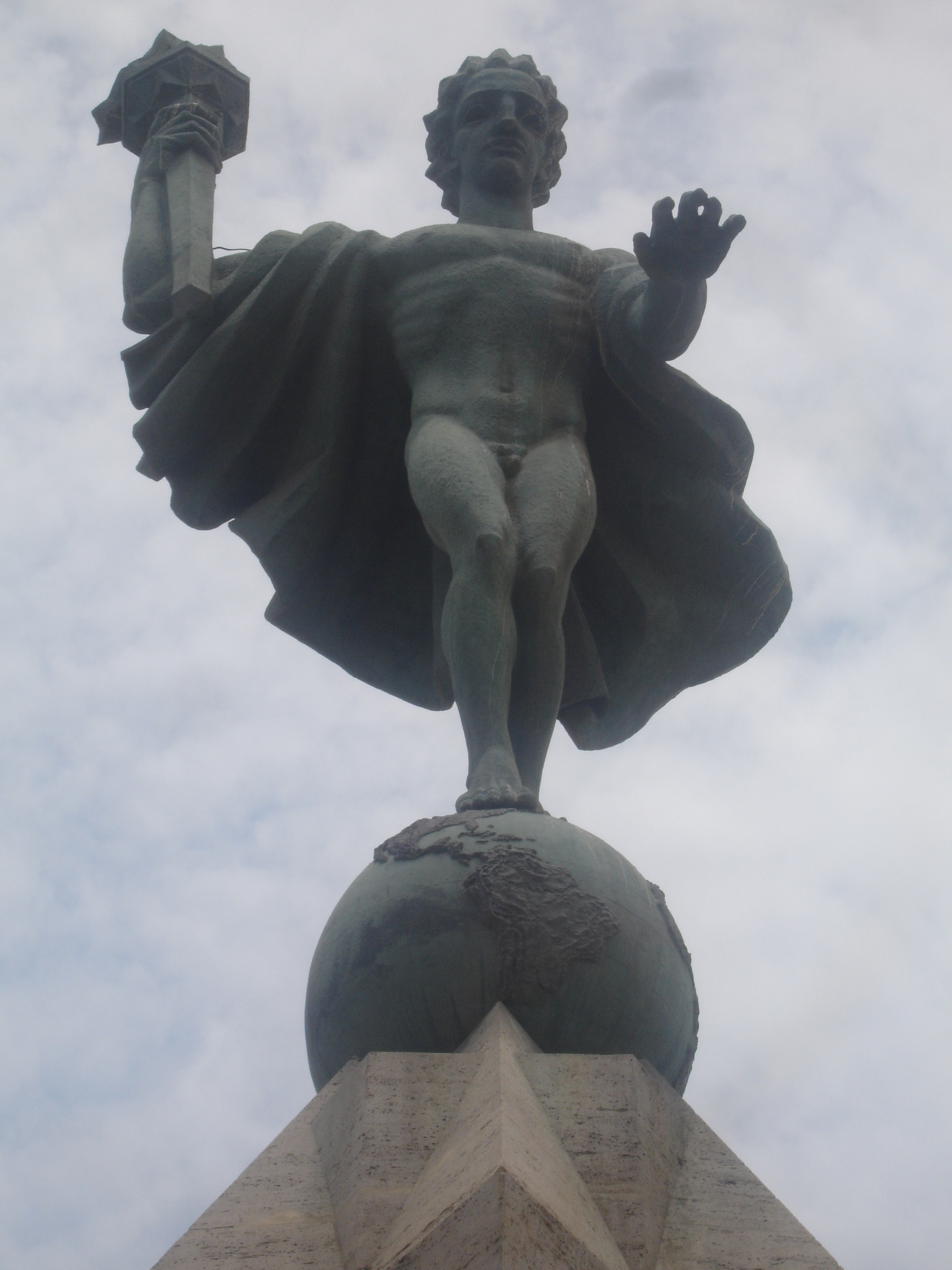
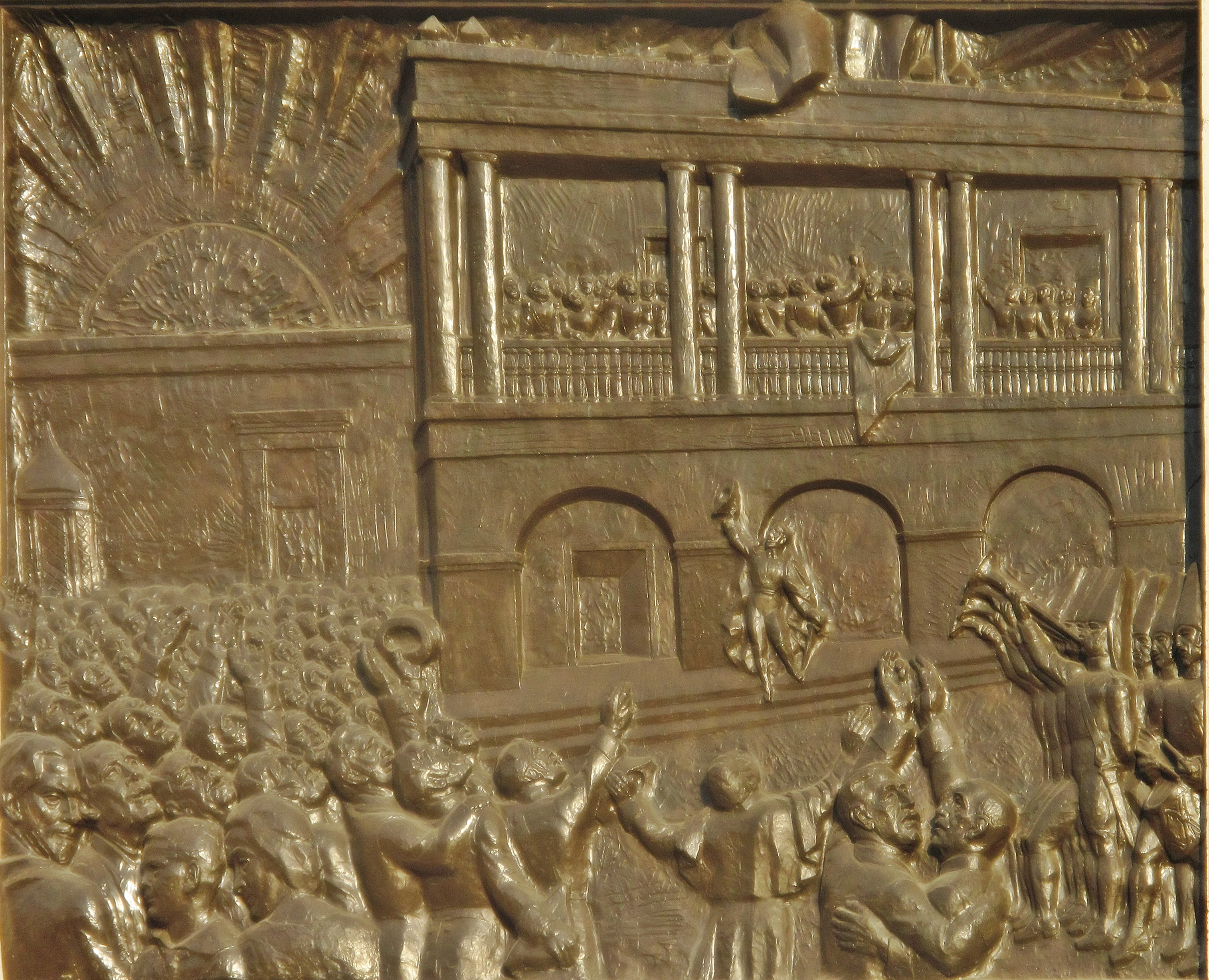
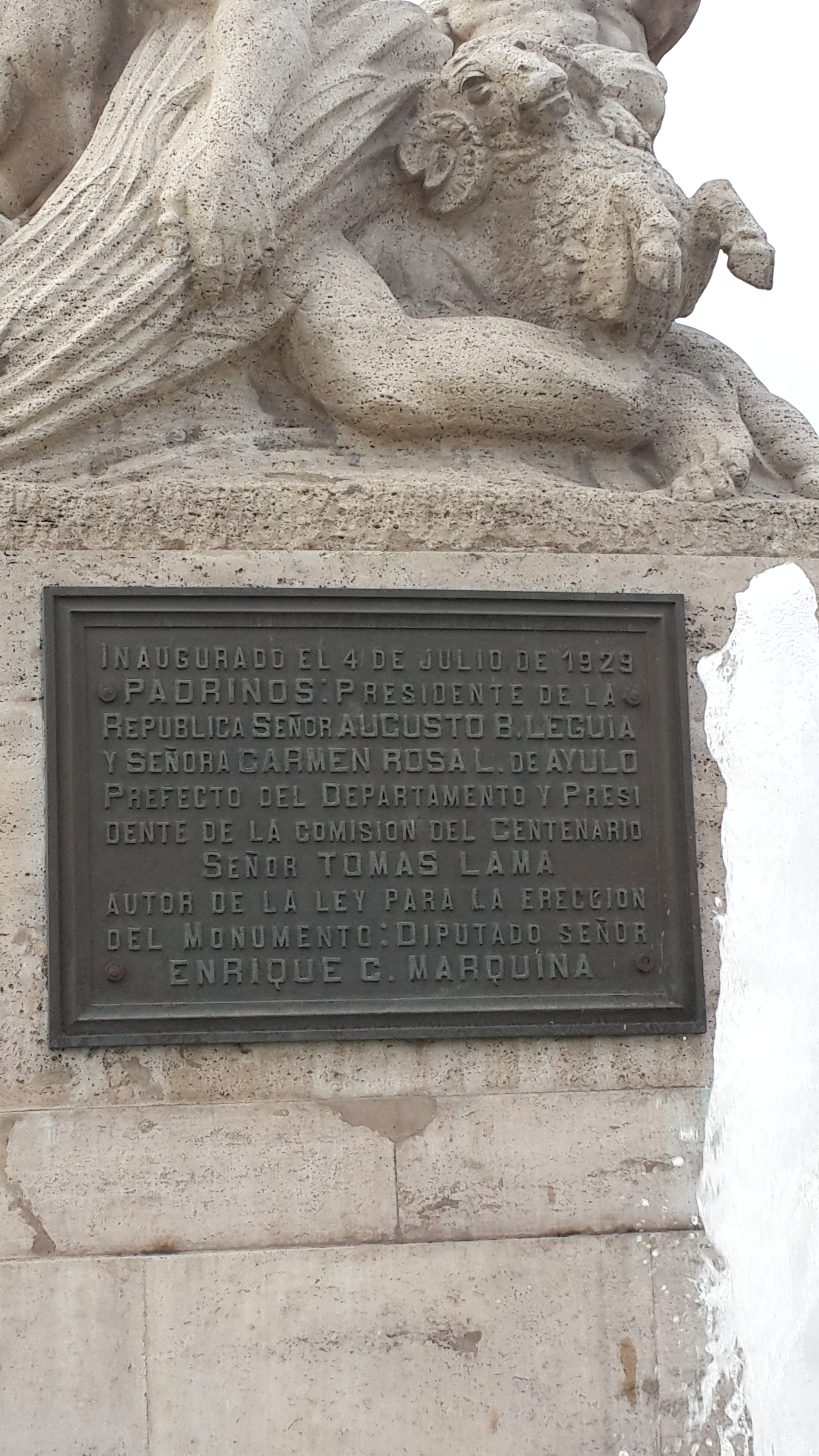